# Montandionola
Montandionola is een geslacht van wantsen uit de familie bloemwantsen (Anthocoridae). Het geslacht werd voor het eerst wetenschappelijk beschreven door Poppius in 1909 .

## Soorten
Het genus bevat de volgende soort:

- Montandionola moraguesi (Puton, 1896)